# Ben Gibbard
Benjamin "Ben" Gibbard (Bremerton, Washington; 11 de agosto de 1976) es un músico, compositor y guitarrista estadounidense. Estudió ingeniería en la Western Washington University.
Conocido por ser el vocalista de las bandas indie Death Cab for Cutie y exvocalista de la ya disueltaThe Postal Service, publicó su primer álbum en solitario, Former Lives, en 2012 . Entre 1997 y 2002 Gibbard publicó varios trabajos en solitario bajo el nombre de   All-Time Quarterback, su antiguo proyecto en paralelo. Ha realizado numerosas colaboraciones, tocando el bajo y la batería para otros artistas como Harvey Danger y Jenny Lewis. Sus canciones I Will Follow You Into The Dark y Meet Me On the Equinox forman parte de las bandas sonoras de las películas Friends With Benefits y The Twilight Saga: Breaking Dawn - Part 1, respectivamente. Junto a otras pistas, también aparecen frecuentemente en series de televisión estadounidense.
Tras fuertes problemas con el alcohol, Gibbard renunció públicamente y por completo a él en el año 2008. En diciembre de ese mismo año, se comprometió con la actriz y cantante Zooey Deschanel. La pareja se casó en septiembre del 2009 cerca de Seattle, Washington, sin que ninguna imagen del enlace fuera captada. El matrimonio atrajo la atención de los medios desde el primer momento, aunque ambos se mostraron siempre extremadamente discretos. El 1 de noviembre de 2011 anunciaron su separación, y Deschanel solicitó el divorcio el 27 de diciembre, citando diferencias irreconciliables y asegurando una "separación amistosa". Las cuentas bancarias privadas de la actriz fueron hechas públicas debido a un error en los documentos presentados en los juzgados de Los Ángeles. Esto provocó un retraso en el proceso, que finalizó de forma muy pública en diciembre de 2012.
Durante su matrimonio, Gibbard contó con la participación de su esposa en Something's Rattling, una de las canciones de su álbum en solitario. Varias de las composiciones del artista están dedicadas a su mujer, entre ellas Lily, Monday Mornings, o Bigger than Love. La aclamada Broken Yolk in Western Sky fue compuesta durante el proceso de divorcio, aunque Gibbard suele evitar comentarios sobre esta última.
Gibbard es un agnóstico convencido, y se declara pescetariano.

## Discografía

### Death Cab for Cutie
- 1997 You Can Play These Songs with Chords
- 1998 Something About Airplanes
- 2000 We Have the Facts and We're Voting Yes
- 2001 The Photo Album
- 2002 You Can Play These Songs with Chords [expanded]
- 2003 Transatlanticism
- 2005 Plans
- 2008 Narrow Stairs
- 2011 Codes & Keys
- 2015 Kintsugi
- 2018 Thank You for Today

### The Postal Service
- 2003 "Give Up"

### Colaboraciones
- 2006 "Kurt Cobain: About A Son Soundtrack"